# Seznam dílů seriálu Živí mrtví: Počátek konce
Toto je seznam dílů seriálu Živí mrtví: Počátek konce. Americký hororový dramatický televizní seriál Živí mrtví: Počátek konce měl premiéru 23. srpna 2015 na americká stanice AMC. Dne 3. prosince 2020 byla stanicí AMC objednána sedmá řada.

## Přehled řad
| Řada | Díly | Premiéra v USA  | Premiéra v USA  | Premiéra v ČR  | Premiéra v ČR   |
| Řada | Díly | První díl       | Poslední díl    | První díl      | Poslední díl    |
| ---- | ---- | --------------- | --------------- | -------------- | --------------- |
| 1    | 6    | 23. srpna 2015  | 4. října 2015   | 24. srpna 2015 | 5. října 2015   |
| 2    | 15   | 10. dubna 2016  | 2. října 2016   | 11. dubna 2016 | 3. října 2016   |
| 3    | 16   | 4. června 2017  | 15. října 2017  | 5. června 2017 | 16. října 2017  |
| 4    | 16   | 15. dubna 2018  | 30. září 2018   | 16. dubna 2018 | 1. října 2018   |
| 5    | 16   | 2. června 2019  | 29. září 2019   | 3. června 2019 | 30. září 2019   |
| 6    | 16   | 11. října 2020  | 13. června 2021 | 12. října 2020 | 14. června 2021 |
| 7    | 16   | 17. října 2021  | 5. června 2022  | 18. října 2021 | 6. června 2022  |
| 8    | 12   | 14. května 2023 | bude oznámeno   | bude oznámeno  | bude oznámeno   |

## Seznam dílů

### První řada (2015)
| Č. v seriálu | Č. v řadě | Původní název        | Český název     | Režie           | Scénář                         | Premiéra v USA | Premiéra v ČR  | Sledovanost v USA (v mil.) |
| ------------ | --------- | -------------------- | --------------- | --------------- | ------------------------------ | -------------- | -------------- | -------------------------- |
| 1            | 1         | Pilot                | Počátek konce   | Adam Davidson   | Robert Kirkman a Dave Erickson | 23. srpna 2015 | 24. srpna 2015 | 10,13                      |
| 2            | 2         | So Close, Yet So Far | Daleká cesta    | Adam Davidson   | Marco Ramirez                  | 30. srpna 2015 | 31. srpna 2015 | 8,18                       |
| 3            | 3         | The Dog              | Pes             | Adam Davidson   | Jack LoGiudice                 | 13. září 2015  | 14. září 2015  | 7,18                       |
| 4            | 4         | Not Fade Away        | Co se nevytratí | Kari Skogland   | Meaghan Oppenheimer            | 20. září 2015  | 21. září 2015  | 6,62                       |
| 5            | 5         | Cobalt               | Kobalt          | Kari Skogland   | David Wiener                   | 27. září 2015  | 28. září 2015  | 6,65                       |
| 6            | 6         | The Good Man         | Dobrý člověk    | Stefan Schwartz | Robert Kirkman a Dave Erickson | 4. října 2015  | 5. října 2015  | 6.86                       |

### Druhá řada (2016)
| Č. v seriálu | Č. v řadě | Původní název        | Český název          | Režie                           | Scénář                                                    | Premiéra v USA  | Premiéra v ČR   | Sledovanost v USA (v mil.) |
| ------------ | --------- | -------------------- | -------------------- | ------------------------------- | --------------------------------------------------------- | --------------- | --------------- | -------------------------- |
| 7            | 1         | Monster              | Monstrum             | Adam Davidson                   | Dave Erickson                                             | 10. dubna 2016  | 11. dubna 2016  | 6,67                       |
| 8            | 2         | We All Fall Down     | Všichni zahyneme     | Adam Davidson                   | námět: Brett C. Leonard a Kate Barnow scénář: Kate Barnow | 17. dubna 2016  | 18. dubna 2016  | 5,58                       |
| 9            | 3         | Ouroboros            | Ouroboros            | Stefan Schwartz                 | Alan Page                                                 | 24. dubna 2016  | 25. dubna 2016  | 4,73                       |
| 10           | 4         | Blood in the Streets | Krev v ulicích       | Michael Uppendahl               | Kate Erickson                                             | 1. května 2016  | 2. května 2016  | 4,80                       |
| 11           | 5         | Captive              | Vězeň                | Craig Zisk                      | Carla Ching                                               | 8. května 2016  | 9. května 2016  | 4,41                       |
| 12           | 6         | Sicut Cervus         | Kniha žalmů          | Kate Dennis                     | Brian Buckner                                             | 15. května 2016 | 16. května 2016 | 4,49                       |
| 13           | 7         | Shiva                | Bůh Šiva             | Andrew Bernstein                | David Wiener                                              | 22. května 2016 | 23. května 2016 | 4,39                       |
| 14           | 8         | Grotesque            | Groteska             | Daniel Sackheim                 | Kate Barnow                                               | 21. srpna 2016  | 22. srpna 2016  | 3,86                       |
| 15           | 9         | Los Muertos          | Město mrtvých        | Deborah Chow                    | Alan Page                                                 | 28. srpna 2016  | 29. srpna 2016  | 3,66                       |
| 16           | 10        | Do Not Disturb       | Nerušit              | Michael McDonough               | Lauren Signorino                                          | 4. září 2016    | 5. září 2016    | 2,99                       |
| 17           | 11        | Pablo & Jessica      | Pablo a Jessica      | Uta Briesewitz                  | Kate Erickson                                             | 11. září 2016   | 12. září 2016   | 3,40                       |
| 18           | 12        | Pillar of Salt       | Solný sloup          | Gerardo Naranjo                 | Carla Ching                                               | 18. září 2016   | 19. září 2016   | 3,62                       |
| 19           | 13        | Date of Death        | U skomírajícího ohně | Christoph Schrewe               | Brian Buckner                                             | 25. září 2016   | 26. září 2016   | 3,49                       |
| 20-21        | 1415      | WrathNorth           | DuchSever            | Stefan SchwartzAndrew Bernstein | Kate BarnowDave Erickson                                  | 2. října 2016   | 3. října 2016   | 3,673,05                   |

### Třetí řada (2017)
| Č. v seriálu | Č. v řadě | Původní název                       | Český název                  | Režie                         | Scénář                                   | Premiéra v USA   | Premiéra v ČR     | Sledovanost v USA (v mil.) |
| ------------ | --------- | ----------------------------------- | ---------------------------- | ----------------------------- | ---------------------------------------- | ---------------- | ----------------- | -------------------------- |
| 22-23        | 12        | Eye of the BeholderThe New Frontier | Oko pozorovateleNová hranice | Adam BernsteinStefan Schwartz | Dave EricksonMark Richard                | 4. června 2017   | 5. června 2017    | 3,112,70                   |
| 24           | 3         | TEOTWAWKI                           | Konec známého světa          | Deborah Chow                  | Ryan Scott                               | 11. června 2017  | 12. června 2017   | 2,50                       |
| 25           | 4         | 100                                 | 100                          | Alex Garcia Lopez             | Alan Page                                | 18. června 2017  | 19. června 2017   | 2,40                       |
| 26           | 5         | Burning in Water, Drowning in Flame | Hořící voda                  | Daniel Stamm                  | Suzanne Heathcote                        | 25. června 2017  | 26. června 2017   | 2,50                       |
| 27           | 6         | Red Dirt                            | Rudá hlína                   | Courtney Hunt                 | Wes Brown                                | 2. července 2017 | 3. července 2017  | 2,19                       |
| 28           | 7         | The Unveiling                       | Odhalení                     | Jeremy Webb                   | Mark Richard                             | 9. července 2017 | 10. července 2017 | 2,62                       |
| 29           | 8         | Children of Wrath                   | Zlobivé dítě                 | Andrew Bernstein              | Jami O'Brien                             | 9. července 2017 | 10. července 2017 | 2,40                       |
| 30           | 9         | Minotaur                            | Minotaurus                   | Stefan Schwartz               | Dave Erickson a Mike Zunic               | 10. září 2017    | 11. září 2017     | 2,14                       |
| 31           | 10        | The Diviner                         | Prorok                       | Paco Cabezas                  | Ryan Scott                               | 10. září 2017    | 11. září 2017     | 2,14                       |
| 32           | 11        | La Serpiente                        | Had                          | Josef Wladyka                 | Mark Richard a Lauren Signorino          | 17. září 2017    | 18. září 2017     | 1,98                       |
| 33           | 12        | Brother's Keeper                    | Bratrův strážce              | Alrick Riley                  | Wes Brown                                | 24. září 2017    | 25. září 2017     | 2,07                       |
| 34           | 13        | This Land Is Your Land              | Tahle Země je Vaše Země      | Meera Menon                   | Suzanne Heathcote                        | 1. října 2017    | 2. října 2017     | 2,36                       |
| 35           | 14        | El Matadero                         | El Matadero                  | Stefan Schwartz               | Alan Page                                | 8. října 2017    | 9. října 2017     | 2,23                       |
| 36-37        | 1516      | Things Bad BegunSleigh Ride         | bude oznámenoJízda na saních | Andrew Bernstein              | Jami O'BrienDave Erickson a Mark Richard | 15. října 2017   | 16. října 2017    | 2,23                       |

### Čtvrtá řada (2018)
| Č. v seriálu | Č. v řadě | Původní název                       | Český název          | Režie                    | Scénář                                              | Premiéra v USA  | Premiéra v ČR   | Sledovanost v USA (v mil.) |
| ------------ | --------- | ----------------------------------- | -------------------- | ------------------------ | --------------------------------------------------- | --------------- | --------------- | -------------------------- |
| 38           | 1         | What's Your Story?                  | Jaký je váš příběh?  | John Polson              | Scott M. Gimple, Andrew Chambliss a Ian B. Goldberg | 15. dubna 2018  | 16. dubna 2018  | 4,09                       |
| 39           | 2         | Another Day in the Diamond          | Další den v Diamondu | Michael E. Satrazemis    | Andrew Chambliss a Ian B. Goldberg                  | 22. dubna 2018  | 23. dubna 2018  | 3,07                       |
| 40           | 3         | Good Out Here                       | Tady je dobře        | Dan Liu                  | Shintaro Shimosawa                                  | 29. dubna 2018  | 30. dubna 2018  | 2,71                       |
| 41           | 4         | Buried                              | Pohřben              | Magnus Martens           | Alex Delyle                                         | 6. května 2018  | 7. května 2018  | 2,49                       |
| 42           | 5         | Laura                               | Laura                | Michael E. Satrazemis    | Anna Fishko                                         | 13. května 2018 | 14. května 2018 | 2,46                       |
| 43           | 6         | Just in Case                        | Pro jistotu          | Daisy von Scherler Mayer | Richard Naing                                       | 20. května 2018 | 21. května 2018 | 2,31                       |
| 44           | 7         | The Wrong Side of Where You Are Now | Jsi na špatné straně | Sarah Boyd               | Melissa Scrivner Love                               | 3. června 2018  | 4. června 2018  | 1,97                       |
| 45           | 8         | No One's Gone                       | Nikdo neodešel       | Michael E. Satrazemis    | Ian B. Goldberg a Andrew Chambliss                  | 10. června 2018 | 11. června 2018 | 2,32                       |
| 46           | 9         | People Like Us                      | Lidé jako my         | Magnus Martens           | Anna Fishko                                         | 12. srpna 2018  | 13. srpna 2018  | 1,88                       |
| 47           | 10        | Close Your Eyes                     | Zavři oči            | Michael E. Satrazemis    | Shintaro Shimosawa                                  | 19. srpna 2018  | 20. srpna 2018  | 1,86                       |
| 48           | 11        | The Code                            | Kodex                | Tara Nicole Weyr         | Andrew Chambliss a Alex Delyle                      | 26. srpna 2018  | 27. srpna 2018  | 1,83                       |
| 49           | 12        | Weak                                | Slabý                | Colman Domingo           | Kalinda Vazquez                                     | 2. září 2018    | 3. září 2018    | 1,52                       |
| 50           | 13        | Blackjack                           | Blackjack            | Sharat Raju              | Ian Goldberg a Richard Naing                        | 9. září 2018    | 10. září 2018   | 1,71                       |
| 51           | 14        | MM 54                               | MM 54                | Lou Diamond Phillips     | Anna Fishko a Shintaro Shimosawa                    | 16. září 2018   | 17. září 2018   | 1,87                       |
| 52           | 15        | I Lose People...                    | Ztrácím lidi...      | David Barrett            | Kalinda Vazquez                                     | 23. září 2018   | 24. září 2018   | 2,03                       |
| 53           | 16        | ... I Lose Myself                   | ... Ztrácím sám sebe | Michael E. Satrazemis    | Andrew Chambliss a Ian Goldberg                     | 30. září 2018   | 1. října 2018   | 2,13                       |

### Pátá řada (2019)
| Č. v seriálu | Č. v řadě | Původní název             | Český název             | Režie                 | Scénář                                          | Premiéra v USA    | Premiéra v ČR     | Sledovanost v USA (v mil.) |
| ------------ | --------- | ------------------------- | ----------------------- | --------------------- | ----------------------------------------------- | ----------------- | ----------------- | -------------------------- |
| 54           | 1         | Here to Help              | Připraveni pomoci       | Michael E. Satrazemis | Ian Goldberg a Andrew Chambliss                 | 2. června 2019    | 3. června 2019    | 1,97                       |
| 55           | 2         | The Hurt That Will Happen | Zranění, které se stane | Jessica Lowrey        | Alex Delyle                                     | 9. června 2019    | 10. června 2019   | 1,69                       |
| 56           | 3         | Humbug's Gulch            | Humbugův průsmyk        | Colman Domingo        | Ashley Cardiff                                  | 16. června 2019   | 17. června 2019   | 1,76                       |
| 57           | 4         | Skidmark                  | Skidmark                | Tara Nicole Weyr      | Samir Mehta                                     | 23. června 2019   | 24. června 2019   | 1,66                       |
| 58           | 5         | The End of Everything     | Počátek konce           | Michael E. Satrazemis | Andrew Chambliss a Ian Goldberg                 | 30. června 2019   | 1. července 2019  | 1,71                       |
| 59           | 6         | The Little Prince         | Malý princ              | Sharat Raju           | Mallory Westfall                                | 7. července 2019  | 8. července 2019  | 1,49                       |
| 60           | 7         | Still Standing            | Hlavně se nevzdat       | Marta Cunningham      | Richard Naing                                   | 14. července 2019 | 15. července 2019 | 1,39                       |
| 61           | 8         | Is Anybody Out There?     | Je tam někdo?           | Michael E. Satrazemis | Michael Alaimo                                  | 21. července 2019 | 22. července 2019 | 1,60                       |
| 62           | 9         | Channel 4                 | Kanál 4                 | Dan Liu               | David Leslie Johnson-McGoldrick                 | 11. srpna 2019    | 12. srpna 2019    | 1,40                       |
| 63           | 10        | 210 Words Per Minute      | 210 slov za minutu      | Ron Underwood         | Andrew Chambliss a Ian Goldberg                 | 18. srpna 2019    | 19. srpna 2019    | 1,37                       |
| 64           | 11        | You're Still Here         | Pořád jsi tady          | K.C. Colwell          | Mallory Westfall a Alex Delyle                  | 25. srpna 2019    | 26. srpna 2019    | 1,44                       |
| 65           | 12        | Ner Tamid                 | Ner Tamid               | Michael Satrazemis    | Andrew Chambliss a Ian Goldberg                 | 1. září 2019      | 2. září 2019      | 1,14                       |
| 66           | 13        | Leave What You Don't      | Nechte, co nechcete     | Daisy Mayer           | Ashley Cardiff a Nick Bernadone                 | 8. září 2019      | 9. září 2019      | 1,45                       |
| 67           | 14        | Today and Tomorrow        | Dnes a zítra            | Sydney Freeland       | Richard Naing a David Leslie Johnson-McGoldrick | 15. září 2019     | 16. září 2019     | 1,31                       |
| 68           | 15        | Channel 5                 | Kanál 5                 | David Barrett         | Michael Alaimo a Samir Mehta                    | 22. září 2019     | 23. září 2019     | 1,34                       |
| 69           | 16        | End of the Line           | Jízda smrti             | Michael Satrazemis    | Andrew Chambliss a Ian Goldberg                 | 29. září 2019     | 30. září 2019     | 1,51                       |

### Šestá řada (2020–2021)
| Č. v seriálu | Č. v řadě | Původní název                 | Český název                      | Režie                 | Scénář                                            | Premiéra v USA     | Premiéra v ČR      | Sledovanost v USA (v mil.) |
| ------------ | --------- | ----------------------------- | -------------------------------- | --------------------- | ------------------------------------------------- | ------------------ | ------------------ | -------------------------- |
| 70           | 1         | The End Is the Beginning      | Konec je začátek                 | Michael E. Satrazemis | Ian Goldberg a Andrew Chambliss                   | 11. října 2020     | 12. října 2020     | 1,59                       |
| 71           | 2         | Welcome to the Club           | Vítejte v klubu                  | Lennie James          | Nazrin Choudhury                                  | 18. října 2020     | 19. října 2020     | 1,55                       |
| 72           | 3         | Alaska                        | Aljaška                          | Colman Domingo        | Mallory Westfall                                  | 25. října 2020     | 26. října 2020     | 1,50                       |
| 73           | 4         | The Key                       | Klíč                             | Ron Underwood         | David Leslie Johnson-McGoldrick                   | 1. listopadu 2020  | 2. listopadu 2020  | 1,28                       |
| 74           | 5         | Honey                         | Zlato                            | Michael Satrazemis    | Ashley Cardiff                                    | 8. listopadu 2020  | 9. listopadu 2020  | 1,24                       |
| 75           | 6         | Bury Her Next to Jasper's Leg | Pohřběte ji vedle Jasperovy nohy | Sharat Raju           | Alex Delyle                                       | 15. listopadu 2020 | 16. listopadu 2020 | 1,27                       |
| 76           | 7         | Damage From the Inside        | Poškození zevnitř                | Tawnia McKiernan      | Jacob Pinion                                      | 22. listopadu 2020 | 23. listopadu 2020 | 1,09                       |
| 77           | 8         | The Door                      | Dveře                            | Michael Satrazemis    | Ian Goldberg a Andrew Chambliss                   | 11. dubna 2021     | 12. dubna 2021     | 1,17                       |
| 78           | 9         | Things Left to Do             | Co ještě zbývá                   | Michael Satrazemis    | Nick Bernardone                                   | 18. dubna 2021     | 19. dubna 2021     | 1,12                       |
| 79           | 10        | Handle With Care              | Pozor, křehké                    | Heather Cappiello     | Ashley Cardiff a David Leslie Johnson-McGoldrick  | 25. dubna 2021     | 26. dubna 2021     | 1,10                       |
| 80           | 11        | The Holding                   | Pevnost                          | K.C. Colwell          | Channing Powell                                   | 2. května 2021     | 3. května 2021     | 1,03                       |
| 81           | 12        | In Dreams                     | Snění                            | Michael Satrazemis    | Andrew Chambliss, Ian Goldberg a Nazrin Choudhury | 9. května 2021     | 10. května 2021    | 0,99                       |
| 82           | 13        | J.D.                          | J.D.                             | Aisha Tyler           | Nick Bernardone a Jacob Pinion                    | 16. května 2021    | 17. května 2021    | 1,09                       |
| 83           | 14        | Mother                        | Matka                            | Janice Cooke          | Alex Delyle a Channing Powell                     | 23. května 2021    | 24. května 2021    | 0,94                       |
| 84           | 15        | USS Pennsylvania              | USS Pennsylvania                 | Heather Cappiello     | Nick Bernardone a Nazrin Choudhury                | 6. června 2021     | 7. června 2021     | 0,87                       |
| 85           | 16        | The Beginning                 | Začátek                          | Michael Satrazemis    | Andrew Chambliss a Ian Goldberg                   | 13. června 2021    | 14. června 2021    | 1,05                       |

### Sedmá řada (2021–2022)
| Č. v seriálu | Č. v řadě | Původní název     | Český název        | Režie                 | Scénář                                             | Premiéra v USA     | Premiéra v ČR      | Sledovanost v USA (v mil.) |
| ------------ | --------- | ----------------- | ------------------ | --------------------- | -------------------------------------------------- | ------------------ | ------------------ | -------------------------- |
| 86           | 1         | The Beacon        | Maják              | Michael E. Satrazemis | Andrew Chambliss a Ian Goldberg                    | 17. října 2021     | 18. října 2021     | 1,09                       |
| 87           | 2         | Six Hours         | Šest hodin         | Michael E. Satrazemis | Andrew Chambliss a Ian Goldberg                    | 24. října 2021     | 25. října 2021     | 0,96                       |
| 88           | 3         | Cindy Hawkins     | Cindy Hawkinsová   | Ron Underwood         | Nick Bernardone a Jacob Pinion                     | 31. října 2021     | 1. listopadu 2021  | 0,87                       |
| 89           | 4         | Breathe With Me   | Dýchej se mnou     | Tara Nicole Weyr      | David Leslie Johnson-McGoldrick a Nazrin Choudhury | 7. listopadu 2021  | 8. listopadu 2021  | 0,73                       |
| 90           | 5         | Till Death        | Až do smrti        | Lennie James          | Ashley Cardiff a Justin Boyd                       | 14. listopadu 2021 | 15. listopadu 2021 | 0,93                       |
| 91           | 6         | Reclamation       | Obnova             | Bille Woodruff        | Alex Delyle a Calaya Stallworth                    | 21. listopadu 2021 | 22. listopadu 2021 | 0,88                       |
| 92           | 7         | The Portrait      | Portrét            | Heather Cappiello     | Nick Bernardone                                    | 28. listopadu 2021 | 29. listopadu 2021 | 0,94                       |
| 93           | 8         | PADRE             | PADRE              | Michael E. Satrazemis | Ian Goldberg a Andrew Chambliss                    | 5. prosince 2021   | 6. prosince 2021   | 0,84                       |
| 94           | 9         | Follow Me         | Za mnou            | Heather Cappiello     | Andrew Chambliss a Ian Goldberg                    | 17. dubna 2022     | 18. dubna 2022     | 0,84                       |
| 95           | 10        | Mourning Cloak    | Černopláštník      | Lennie James          | Nazrin Choudhury a Calaya Michelle Stallworth      | 24. dubna 2022     | 25. dubna 2022     | 0,79                       |
| 96           | 11        | Ofelia            | Ofélie             | Alycia Debnam-Carey   | Alex Delyle a David Johnson                        | 1. května 2022     | 2. května 2022     | 0,74                       |
| 97           | 12        | Sonny Boy         | Chlapeček          | Ron Underwood         | Justin Boyd a Jacob Pinion                         | 8. května 2022     | 9. května 2022     | 0,72                       |
| 98           | 13        | The Raft          | Raft               | Gary S. Rake          | Nick Bernardone a Nazrin Choudhury                 | 15. května 2022    | 16. května 2022    | 0,74                       |
| 99           | 14        | Divine Providence | Boží prozřetelnost | Ed Ornelas            | Alex Delyle a David Leslie Johnson-McGoldrick      | 22. května 2022    | 23. května 2022    | 0,66                       |
| 100          | 15        | Amina             | Amina              | Michael E. Satrazemis | Ian Goldberg a Andrew Chambliss                    | 29. května 2022    | 30. května 2022    | 0,60                       |
| 101          | 16        | Gone              | Pryč               | Sharat Raju           | Ian Goldberg a Andrew Chambliss                    | 5. června 2022     | 6. června 2022     | 0,71                       |

### Osmá řada
Seriál získal osmou řadu.

## Webizody
| Počet dílů | Původní název                            | Režie             | Scénář                           | Premiéra (online)                 |
| --- | ---------------------------------------- | ----------------- | -------------------------------- | --------------------------------- |
| 16 | Fear the Walking Dead: Flight 462        | Michael McDonough | Lauren Signorino a Michael Zunic | 4. října 2015 - 26. března 2016   |
| První web-série Flight 462 sleduje vypuknutí apokalypsy v letadle. Dvě postavy, Alex a Jake se objevily v třetí části (Ouroboros) druhé řady seriálu.                                                                                             |                                          |                   |                                  |                                   |
| 16 | Fear the Walking Dead: Passage           | Andrew Bernstein  | Lauren Signorino a Michael Zunic | 17. října 2016 - 27. března 2017  |
| Druhá web-série sleduje Sierru jak pomůže zraněné Gabi a spolu hledají útočiště. |                                          |                   |                                  |                                   |
| 6 | Fear the Walking Dead: The Althea Tapes  | Jeremi Mattern    | Jacob Pinion                     | 27. července 2019 - 8. srpna 2019 |
| Třetí web-série sleduje nahrávky rozhovorů pořízené Altheou. |                                          |                   |                                  |                                   |
| 6 | Fear the Walking Dead: Dead in the Water | Kenneth Requa     | Jacob Pinion                     | 4. října 2022                     |
| Čtvrtá web-série Dead in the Water, kde Riley slouží jako zbrojní důstojník na palubě USS Pennsylvania poblíž Mexického zálivu, když záhadná epidemie donutí posádku, aby vymyslela co nejrychlejší cestu z ponorky, než se stane jejich hrobkou. |                                          |                   |                                  |                                   |